# Minestrone
Minestrone, minestrón o menestrón (en latín, ‘plato’, del verbo minestrare, ‘servir un plato’) es una especialidad de la cocina italiana similar a una sopa elaborada con verduras de la época del año, como la tradicional sopa de verduras española. A menudo se le añade algo de pasta o arroz. Los ingredientes más comunes son judías, cebollas, apio, zanahorias y tomates (todos ellos finamente picados). No existe una receta fija para la elaboración de la minestrone, ya que se suelen emplear las verduras típicas de la estación del año y depende del lugar en que se prepara. Puede ser un plato puramente vegetariano o, por el contrario, puede contener carne o ingredientes basados en carne, como caldo de pollo, tocino y jamón, entre otros.
Se suele servir espolvoreada con queso parmesano rallado.

## Variantes

### Menestrón peruano

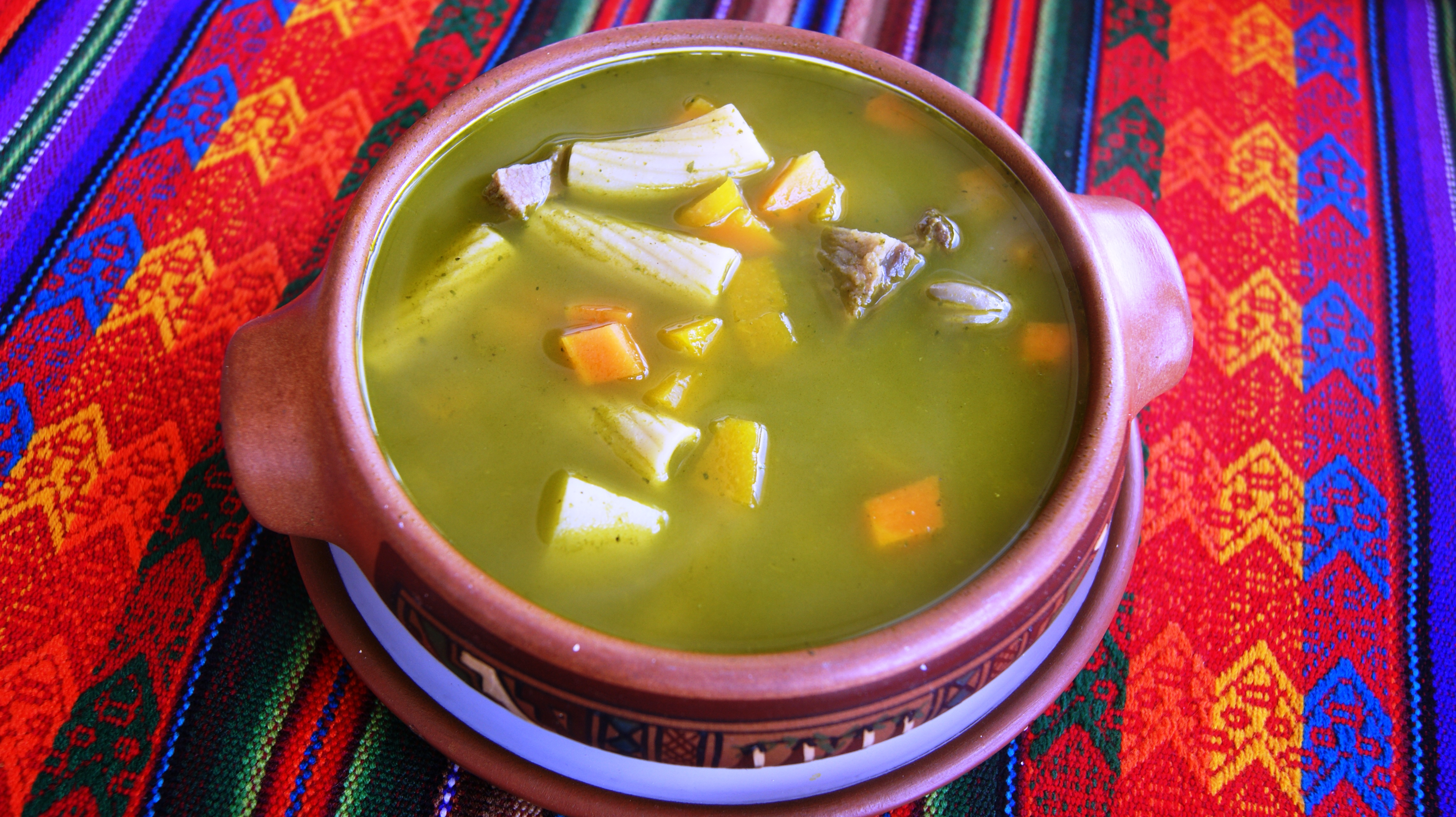
Menestrón peruano

Está hecha con fideos gruesos, carne, col, zanahoria, cebolla, ajos, albahaca y queso parmesano rallado. Al sujetarse a un proceso de mestizaje, se le agregó ingredientes americanos como queso fresco, choclo, zapallo, frejol canario, papa blanca o amarilla, entre otros.

### Menestrón ecuatoriano
Es una sopa hecha con fréjol canario o lenteja, acompañado de papas, fideo macarrón, refrito de cebolla, tomate y pimiento, aderezado con albahaca y orégano. Se suele consumir en el almuerzo.

### Menestrón venezolano
Se elabora a base de arvejas (guisantes) secas cocidas en caldo. Suele ser una sopa espesa que contiene verduras (zanahoria, papa, ejote), farináceos (pasta menuda o arroz) o productos cárnicos (jamón york en cubos —preferiblemente ahumado—, chuleta de cerdo ahumada deshuesada y cortada en trocitos, chorizo en rodajas, tocineta o salchichas tipo Wieners en rodajas). Ocasionalmente, se le colocan otros granos como guisantes tiernos, garbanzos, maíz en granos, etc. En algunos hogares venezolanos se elabora con caraotas rojas.

### Menestrón Argentino
Debido a la gran afluencia de inmigrantes italianos durante el siglo XX, el menestrón es uno de los muchos platos de origen italiano que forman parte de la gastronomía típica de Argentina. En Argentina este plato suele elaborarse durante los meses más fríos del invierno, utilizando ingredientes como las papas, la calabazas, la zanahoria y el choclo (elote), a los que se suele acompañar con otros vegetales como el puerro, el apio y la cebolla. Es común consumirlo con queso tipo Sardo o Reggianito espolvoreado por encima y poner en la mesa pan fresco como acompañamiento.